# Missão das Nações Unidas para o Apoio à Justiça no Haiti
Missão das Nações Unidas para o Apoio à Justiça no Haiti (em inglês:  United Nations Mission for Justice Support in Haiti; MINUJUSTH) foi uma ação diplomática e militar de manutenção da paz no Haiti comandada pelo Conselho de Segurança das Nações Unidas através da Resolução 2350 (2017).
Em abril de 2017, o Conselho de Segurança concordou por unanimidade que os então 2.370 soldados servindo na Missão das Nações Unidas para a estabilização no Haiti (MINUSTAH) deveriam ser gradualmente retirados até 15 de outubro de 2017 para dar lugar ao novo MINUJUSTH como a operação sucessora.
A MINUJUSTH tinha até 1.275 membros da força policial, bem como agentes penitenciários e civis internacionais, mas nenhum militar.
Duas unidades indianas que serviram na MINUSTAH permaneceram no Haiti para servir na MINUJUSTH, enquanto a outra unidade retornou à Índia. A Índia tinha um total de 452 funcionários servindo na MINUSTAH a partir de fevereiro de 2017.
A missão foi mandatada até 15 de abril de 2018 e depois prorrogada por um ano com a Resolução 2410 do Conselho de Segurança. 
Em 25 de junho de 2019, uma nova resolução foi adotada pelo Conselho de Segurança que encerraria o mandato da MINUJUSTH em 15 de outubro de 2019. A missão seria substituída por um Escritório Integrado conhecido como BINUH.
Após o final da missão, um novo Escritório de integração das Nações Unida no Haiti (BINUH) foi criado para coordenar todos os projetos, ações e fundos restantes das Nações Unidas no Haiti.